# Port de Lers
De Port de Lers, ook Port de l'Hers of Port de Massat is een 1.517 meter hoge bergpas in de Pyreneeën.
De col is gelegen in het departement van de Ariège in de gemeente Massat.

## Wielrennen
De Col is al 7 keer in de Ronde van Frankrijk beklommen. Als eerste op de top:
- 1995:  Marco Pantani
- 2004:  Michael Rasmussen
- 2011:  Gorka Izagirre
- 2012:  Sérgio Paulinho
- 2015:  Michał Kwiatkowski
- 2019:  Romain Bardet
- 2022:  Simon Geschke